# Mușcata din fereastră
Mușcata din fereastră este o piesă de teatru de comedie în trei acte de Victor Ion Popa. Premiera a avut loc la 4 octombrie 1929, fiind reprezentația inaugurală a sălii studio a Teatrului Național (direcția Liviu Rebreanu), sub regia lui Paul Gusty, cu actorii: Ion Sîrbul, Grigore Mărculescu, I. Cernea, Ionescu Ulmeni, Toto Ionescu, Irina Nădejde.

## Personaje
- Conu Grigore, învățător
- Coana Sofica, soție
- Olguța și Georgică, copiii lor
- Ilie Udriș, preot
- Radu Cociaș
- Ionică
- Constantin Cîrnul, lăutar

## Teatru radiofonic
- cu Octavian Cotescu, Sandu Sticlaru, Draga Olteanu Matei, Fărâmiță Lambru, Ilinca Tomoroveanu, Traian Stănescu, Mihai Mălaimare și Constantin Diplan

## Ecranizări
- Mușcata din fereastră - Teatrul Național de Televiziune - TVR,  regia Olimpia Arghir. În distribuție: Silvia Popovici, Petre Gheorghiu, Ștefan Radof, Mihai Mereuță, Mariana Procopie, Mihai Verbițchi, Eugen Cristea, Andrei Duban.[2]

## Legături externe
- Mușcata din fereastră, regizorcautpiesa.ro

## Vezi și
- Listă de piese de teatru românești